# Anisul Huq
Pour les articles homonymes, voir Huq.
Anisul Huq, né le 30 mars 1956 à Paniarup, est un homme politique bangladais, membre de la Ligue Awami. 
Depuis 2014, il est ministre de la Loi, de la Justice et des Affaires parlementaires au sein du gouvernement du Bangladesh en 2014.

## Jeunesse
Anisul Huq est le fils de l'avocat Serajul Huq (en), avocat et ancien député, il a fait ses études à l'université de Dhaka et au King's College London.

## Carrière
Anisul a prêté serment en tant que membre de la Jatiyo Sangshad de la Ligue Awami du Bangladesh pour la circonscription de Brahmanbaria-4 (Kasba-Akhaura) le 9 janvier 2014.